# موسیقی رایانه‌ای
موسیقی رایانه‌ای دانش کاربرد رایانه برای ساختن موسیقی است. این عبارت در اصل در مباحث آکادمیک برای توصیف زمینه‌هایی از مطالعهٔ مربوط به برنامه‌های کاربردی فناوری رایانه‌ای که به ساخت موسیقی می‌پردازد، استفاده می‌شود؛ که به صورت خاص شاخه گرفته از عوامل متداول موسیقی هنری غرب است. شامل نظریه و کاربرد برنامه‌های جدید موجود در موسیقی مانند ترکیب صدا، پردازش سیگنال دیجیتال، طراحی صدا، پخش صوتی، آکوستیک و روان‌شناسی صدا می‌باشد. گاهی برای شرح هر گونه موسیقی که توسط فناوری محاسبات رایانه‌ای ساخته می‌شود گفته می‌شد.
پس از نیمهٔ دوم قرن بیستم، با گسترش تفکر بریدن از میراث گذشته و شروع از صدا برای رسیدن به موسیقی، شاهد گسترش بیشتر از پیش موسیقی الکترونیک در مراکز تحقیقاتی و به تدریج با شبیه‌سازی ابزارهای الکترونیکی در سطح رایانه‌ها بودیم که این امر با طراحی نرم‌افزارهای کاربردی در این مراکز محقق شد. عجیب نیست که امروزه هر هنرجوی موسیقی، نرم‌افزار نت‌نگاری ساده‌ای چون فینالی یا سیبلیوس بر روی رایانهٔ شخصی‌اش داشته باشد یا حتی از نرم‌افزارهای استودیویی پیش‌رفته‌تری چون کیوبیس استفاده نماید.
موسیقی در رایانه به صورت دودویی ذخیره می‌شود. ذخیره‌سازی به این صورت است که موج آنالوگی که از موسیقی می‌خواهد وارد رایانه شود با کیفیّت مورد نظر به نقاط تبدیل می‌شود. کیفیّت موسیقی در رایانه به دو عامل بستگی دارد. عامل اوّل مقدار اطّلاعات استفاده شده برای یک نقطه؛ و عامل دوّم تعداد نقاط استفاده شده در یک ثانیه است که واحد آن مگاهرتز است. در حالت عادی مقدار بیت استفاده‌شده برای یک نقطه ۸ یا ۱۶ بیت است و مقدار نقطهٔ استفاده شده در یک ثانیه ۱۶۰۰۰ نقطه (۱۶ مگا هرتز) الی ۹۶۰۰۰ نقطه (۹۶ مگا هرتز) است. این نوع ذخیره‌سازی کیفیّت خوبی دارد و پردازش آن ساده‌است اما حجم آن بسیار بالا است برای همین برای ذخیره کردن مقدار زیادی از موسیقی در رایانه‌های خانگی نمی‌توان از آن استفاده کرد (نوع این ذخیره‌سازی wave است).
نوع دیگر ذخیره‌سازی MP3 است که از نظر تنظیمات مانند توضیحات بالا است اما از نظر ذخیره‌سازی فرق می‌کند. در این نوع ذخیره‌سازی برنامهٔ مربوط برای نقاط کنار هم که از نظر ارتفاع به هم نزدیک هستند بیت‌های کمتری ذخیره می‌کند و برای خواندن آن، در هر ثانیه هر نقطه از روی نقطهٔ قبلی اش ساخته می‌شود و وقتی ثانیه تمام شد اوّل ثانیهٔ بعدی یک نقطه با بیت‌های کامل ذخیره می‌کند و این کار باعث می‌شود که اگر قسمتی از فایل از بین رفت این نقطهٔ با بیت‌های کامل از نابود شدن کل پرونده جلوگیری کند.